# حارة الرجامي (صنعاء)
حارة الرجامي هي إحدى حارات حي القاع بمديرية التحرير إحد مديريات العاصمة اليمنية صنعاء، بلغ تعداد سكانها 454 نسمة حسب تعداد اليمن لعام 2004.